# Noddy, a mesterdetektív
A Noddy, a mesterdetektív (eredeti cím: Noddy Toyland Detective)  2016 és 2020 között vetített amerikai–francia–brit 3D-s számítógépes animációs fantasy sorozat, amelyet Heath Kenny és Myles McLeod alkotott.
A sorozatot az Egyesült Királyságban 2016. április 18-án a Channel 5, míg Magyarországon az M2 mutatta be 2022. február 25-én.

## Szereplők

### Főszereplők
| Szereplő       | Eredeti hang                                      | Magyar hang    |
| -------------- | ------------------------------------------------- | -------------- |
| Noddy          | Valin Shinyei (1. évad) Antonio Mattera (2. évad) | Vida Bálint    |
| Fülenagy       | Jonathan Kydd                                     | Kapácsy Miklós |
| Vakkancs kutya | nem szólal meg                                    | nem szólal meg |
| Revs           | nem szólal meg                                    | nem szólal meg |

### Mellékszereplők
| Szereplő      | Eredeti hang        | Magyar hang   |
| ------------- | ------------------- | ------------- |
| Pandi         | Martha Howe-Douglas | Gyöngy Zsuzsa |
| Deltoid       | Bob Golding         | Varga Rókus   |
| Géniuszaurusz | Jess Robinson       | Haffner Anikó |
| Fuse          | Jonathan Kydd       |               |

### Epizódszereplők
| Szereplő         | Eredeti hang | Magyar hang   |
| ---------------- | ------------ | ------------- |
| Pockets          | TBA          |               |
| Tomi             | TBA          | Czető Ádám    |
| Rugós egér       | TBA          | Kiss Erika    |
| Carlton          | TBA          |               |
| Tündér Királynő  | TBA          | Ruttkay Laura |
| Coco             | TBA          |               |
| Cleo             | TBA          |               |
| Ninjas           | TBA          |               |
| Pirates          | TBA          |               |
| The Knights      | TBA          |               |
| The Naughticorns | TBA          |               |
| Hoof             | TBA          |               |
| Bling            | TBA          |               |
| Cloppycorn       | TBA          |               |
| The Builders     | TBA          |               |

### Magyar változat
- Főcímdal: Tóth Csanád
- Főcím: Károlyi Lili
- Magyar szöveg: Muráth Péter
- Szerkesztő: Horváth Márta
- Hangmérnök és vágó: Csomár Zoltán, Soltész Márton
- Produkciós asszisztens: Soós Imréné
- Szinkronrendező: Ambrus Zsuzsa
- Produkciós vezető: Fodor Eszter

A magyar változat az MTVA megbízásából a Mahir stúdióban készült.

## Évados áttekintés
| Évad | Évad | Epizódok | Eredeti sugárzás  | Eredeti sugárzás     | Magyar sugárzás | Magyar sugárzás |
| Évad | Évad | Epizódok | Évadpremier       | Évadfinálé           | Évadpremier     | Évadfinálé      |
| ---- | ---- | -------- | ----------------- | -------------------- | --------------- | --------------- |
|      | 1    | 52       | 2016. április 18. | 2017. szeptember 28. | TBA             | TBA             |
|      | 2    | 52       | 2018. október 22. | 2020. március 22.    | TBA             | TBA             |

## Epizódok

### 1. évad
| #   | #   | Eredeti cím                                             | Magyar cím                                      | Rendező               | Író                                   | Eredeti premier      | Magyar premier    |
| --- | --- | ------------------------------------------------------- | ----------------------------------------------- | --------------------- | ------------------------------------- | -------------------- | ----------------- |
| 1.  | 1.  | Noddy and the Case of the Broken Crystal Memory Game    | Az elrontott kristálykirakó esete               | Albert Pereira-Lazaro | Jo Jordan                             | 2016. április 18.    | 2022. február 25. |
| 2.  | 2.  | Noddy and the Case of the Amazing Eyebrows              | Az eltűnt szemöldök esete                       | Albert Pereira-Lazaro | Myles McLeod                          | 2016. április 19.    | 2022. február 28. |
| 3.  | 3.  | Noddy and the Case of the Hiding Pirates                | A bújkáló kalózok esete                         | Albert Pereira-Lazaro | Tom Stevenson                         | 2016. április 20.    | 2022. március 1.  |
| 4.  | 4.  | Noddy and the Case of the Missing Music Player          | Az eltűnt zenegép esete                         | Albert Pereira-Lazaro | Myles McLeod                          | 2016. április 21.    | 2022. március 2.  |
| 5.  | 5.  | Noddy and the Case of the Sleepy Toys                   | Az álmos város esete                            | Albert Pereira-Lazaro | Rebecca Stevens                       | 2016. április 22.    | 2022. március 3.  |
| 6.  | 6.  | Noddy and the Case of the Secret Deliveries             | A rejtélyes ajándékok esete                     | Albert Pereira-Lazaro | Myles McLeod                          | 2016. április 25.    | 2022. március 4.  |
| 7.  | 7.  | Noddy and the Case of the Little Lost Toy               | A kóbor kiskacsa esete                          | Albert Pereira-Lazaro | Rebecca Stevens                       | 2016. április 26.    | 2022. március 7.  |
| 8.  | 8.  | Noddy and the Case of Jumpy Revs                        | A ráncibálás esete                              | Albert Pereira-Lazaro | Louise Kramskoy                       | 2016. április 27.    | 2022. március 8.  |
| 9.  | 9.  | Noddy and the Case of Deltoid's Strange Behavior        | A megkelekótyult Deltás esete                   | Albert Pereira-Lazaro | Gerard Foster                         | 2016. április 28.    | 2022. március 9.  |
| 10. | 10. | Noddy and the Case of the Slippery Stage                | A csúszós színpad esete                         | Albert Pereira-Lazaro | Annetta Zucchi                        | 2016. április 29.    | 2022. március 10. |
| 11. | 11. | Noddy and the Case of the Broken Toy Wash               | A bújkáló rongáló esete                         | Albert Pereira-Lazaro | Gerard Foster                         | 2016. május 2.       | 2022. március 11. |
| 12. | 12. | Noddy and the Case of the Dazzle Dragon                 | A tüzes sárkány esete                           | Albert Pereira-Lazaro | Myles McLeod                          | 2016. május 3.       | 2022. március 14. |
| 13. | 13. | Noddy and the Case of the Sticky Putty                  | A gyurmaragacs esete                            | Albert Pereira-Lazaro | Anastasia Heinzl                      | 2016. május 4.       | 2022. március 15. |
| 14. | 14. | Noddy and the Case of the Toyland Accidents             | A gyanús balesetek esete                        | Albert Pereira-Lazaro | Antonin Poirée és Mathilde Maraninchi | 2016. május 5.       | 2022. március 16. |
| 15. | 15. | Noddy and the Case of the Blue Wall                     | A kék fal esete                                 | Albert Pereira-Lazaro | Antonin Poirée és Mathilde Maraninchi | 2016. május 6.       | 2022. március 17. |
| 16. | 16. | Noddy and the Case of the Fable Forest Gold             | A Meseerdő aranyának esete                      | Albert Pereira-Lazaro | Gerard Foster                         | 2016. május 7.       | 2022. március 18. |
| 17. | 17. | Noddy and the Case of the Unhelpful Queen               | A közömbös királynő esete                       | Albert Pereira-Lazaro | Anastasia Heinzl                      | 2016. június 16.     | 2022. március 21. |
| 18. | 18. | Noddy and the Case of the Mystery Artist                | A titokzatos művész esete                       | Albert Pereira-Lazaro | Louise Kramskoy                       | 2016. augusztus 17.  | 2022. március 22. |
| 19. | 19. | Noddy and the Case of Bling's Hidden Present            | Klakk elrejtett ajándékának esete               | Albert Pereira-Lazaro | Anastasia Heinzl                      | 2016. augusztus 29.  | 2022. március 23  |
| 20. | 20. | Noddy and the Case of the Big Wall Of Bricks            | A nagy kockafal esete                           | Albert Pereira-Lazaro | Gerard Foster                         | 2016. augusztus 30.  | 2022. március 24  |
| 21. | 21. | Noddy and the Case of the Snow Mystery                  | A rejtélyes havazás esete                       | Albert Pereira-Lazaro | Myles McLeod                          | 2016. december 16.   | 2022. március 25  |
| 22. | 22. | Noddy and the Case of the Wonky Toys                    | A meghibásodott játékok esete                   | Albert Pereira-Lazaro | Simon Lecocq                          | 2016. augusztus 31.  | 2022. március 28  |
| 23. | 23. | Noddy and the Case of the Tug of War Rope               | A kötélhúzás esete                              | Albert Pereira-Lazaro | Marie Beardmore                       | 2016. október 21.    | 2022. március 29  |
| 24. | 24. | Noddy and the Case of the Runaway Animals               | A szökevény állatok esete                       | Albert Pereira-Lazaro | Gerard Foster                         | 2016. szeptember 2.  | 2022. március 30  |
| 25. | 25. | Noddy and the Case of the Rules of the Game             | A játékszabály esete                            | Albert Pereira-Lazaro | Simon Lecocq                          | 2016. október 10.    | 2022. március 31  |
| 26. | 26. | Noddy and the Case of Smartysaurus's Rainbow Experiment | Géniuszaurusz szivárvány mutatványának az esete | Albert Pereira-Lazaro | Cédric & Marine Lachenaud             | 2016. október 11.    | 2022. április 1   |
| 27. | 27. | Noddy and the Case of the Lost Race                     | Az elvesztett futam esete                       | Albert Pereira-Lazaro | Anastasia Heinzl                      | 2016. október 12.    | 2022. április 4   |
| 28. | 28. | Noddy and the Case of the Broken Xylophone Bridge       | Az eltörött Xilofon-híd esete                   | Albert Pereira-Lazaro | Simon Lecocq                          | 2016. október 13.    | 2022 április 5.   |
| 29. | 29. | Noddy and the Case of the Toyland Mischief Maker        | Játékország tréfamesterének az esete            | Albert Pereira-Lazaro | Marie Beardmore                       | 2016. október 14.    | 2022 április 6.   |
| 30. | 30. | Noddy and the Case of the Popping Balloons              | A kipukkadt lufik esete                         | Albert Pereira-Lazaro | Gerard Foster                         | 2017. január 23.     | 2022 április 7.   |
| 31. | 31. | Noddy and the Case of the Pink Lettuces                 | A rózsaszín saláták esete                       | Albert Pereira-Lazaro | Antonin Poirée és Mathilde Maraninchi | 2017. január 24.     | 2022 április 8.   |
| 32. | 32. | Noddy and the Case of the Missing Jigsaw Puzzle Pieces  | A hiányzó kirakós darabok esete                 | Albert Pereira-Lazaro | Gerard Foster                         | 2017. január 25.     | 2022 április 11.  |
| 33. | 33. | Noddy and the Case of the Disappearing Rainbow          | Az eltűnt szivárvány esete                      | Albert Pereira-Lazaro | Gerard Foster                         | 2017. január 26.     | 2022 április 12.  |
| 34. | 34. | Noddy and the Case of the Flying Toy                    | A repülő játék esete                            | Albert Pereira-Lazaro | Gerard Foster                         | 2017. január 27.     | 2022 április 13.  |
| 35. | 35. | Noddy and the Case of the Spooky Noise                  | Az ijesztő hang esete                           | Albert Pereira-Lazaro |                                       | 2016. november 18.   | 2022 április 14.  |
| 36. | 36. | Noddy and the Case of the Upset Animals                 | A felzaklatott állatok esete                    | Albert Pereira-Lazaro | Anastasia Heinzl                      | 2017. július 24.     | 2022 április 15.  |
| 37. | 37. | Noddy and the Case of the Empty Swapsie Wagon           | Az üres cserebere-kocsi esete                   | Albert Pereira-Lazaro | Sandrine Joly                         | 2017. július 25.     | 2022 április 18.  |
| 38. | 38. | Noddy and the Case of the Unhappy Unicorn               | A szomorú unikornis esete                       | Albert Pereira-Lazaro | Louise Kramskoy                       | 2016. november 18.   | 2022 április 19.  |
| 39. | 39. | Noddy and the Case of the Sticker Mystery               | A rejtélyes matricák esete                      | Albert Pereira-Lazaro | Myles McLeod                          | 2017. február 2.     | 2022 április 20.  |
| 40. | 40. | Noddy and the Case of the Stolen Treasure               | A lopott kincs esete                            | Albert Pereira-Lazaro | Antonin Poirée és Mathilde Maraninchi | 2017. február 3.     | 2022 április 21.  |
| 41. | 41. | Noddy and the Case of the Moving Train Tracks           | A vándorló sínek esete                          | Albert Pereira-Lazaro | Simon Lecocq                          | 2017. február 4.     | 2022 április 22.  |
| 42. | 42. | Noddy and the Case of the King Of Toyland               | Játékország királyának esete                    | Albert Pereira-Lazaro | Gerard Foster                         | 2017. augusztus 1..  | 2022 április 25.  |
| 43. | 43. | Noddy and the Case of the Fly Away Balloons             | Az elveszett léggömbök esete                    | Albert Pereira-Lazaro | Nicolas Chrétien                      | 2017. augusztus 2.   | 2022 április 26.  |
| 44. | 44. | Noddy and the Case of the Missing Brick                 | Az eltűnt tégla esete                           | Albert Pereira-Lazaro | Nicolas Chrétien                      | 2017. augusztus 3.   | 2022 április 27.  |
| 45. | 45. | Noddy and the Case of the Missing Anchor                | Az eltűnt horgony esete                         | Albert Pereira-Lazaro | Sandrine Joly és Simon Lecocq         | 2017. augusztus 4.   | 2022 április 28.  |
| 46. | 46. | Noddy and the Case of the Disappearing Traffic Cones    | A lábrakelt jelzőbóják esete                    | Albert Pereira-Lazaro | Antonin Poirée és Mathilde Maraninchi | 2017. augusztus 7.   | 2022 április 29.  |
| 47. | 47. | Noddy and the Case of the Disappearing Specials Things  | A kámforrá vált gyűjtemény esete                | Albert Pereira-Lazaro | Gerard Foster                         | 2017. augusztus 8.   | 2022 május 2.     |
| 48. | 48. | Noddy and the Case of the Grey Coins                    | A fakó érmék esete                              | Albert Pereira-Lazaro | Simon Lecocq                          | 2017. szeptember 25. | 2022 május 3.     |
| 49. | 49. | Noddy and the Case of Bumpy's Burst Ball                | A kilapult labda esete                          | Albert Pereira-Lazaro | Antonin Poirée és Mathilde Maraninchi | 2017. szeptember 26. | 2022 május 4.     |
| 50. | 50. | Noddy and the Case of the Missing Wings                 | Az eltűnt szárny esete                          | Albert Pereira-Lazaro | Cédric és Marine Lachenaud            | 2017. szeptember 27. | 2022 május 5.     |
| 51. | 51. | Noddy and the Case of the Unfunny Clown                 | A durva tréfa esete                             | Albert Pereira-Lazaro | Jo Jordan                             | 2017. szeptember 28. | 2022 május 6.     |
| 52. | 52. | Noddy and the Case of the Raining Carrots               | A répazápor esete                               | Albert Pereira-Lazaro | Nicolas Chrétien                      | 2017. május 21.      | 2022 május 9.     |

### 2. évad
| #  | #    | Eredeti cím                               | Magyar cím                        | Rendező               | Író                  | Eredeti premier      | Magyar premier   |
| -- | ---- | ----------------------------------------- | --------------------------------- | --------------------- | -------------------- | -------------------- | ---------------- |
| 1  | 53.  | The Case of the Missing Pockets           | Az elveszett pandacsok esete      | Albert Pereira-Lazaro |                      | 2018. október 22.    | 2022. május 10.  |
| 2  | 54.  | The Case of the Cabbage Monster           | A káposztaszörny esete            | Albert Pereira-Lazaro | Emma Nisbet          | 2018. október 23.    | 2022. május 11.  |
| 3  | 55.  | The Case of the Stolen Key                | Az elcsent kulcs esete            | Albert Pereira-Lazaro |                      | 2018. október 24.    | 2022. május 12.  |
| 4  | 56.  | The Case of the Runaway Train             | A szökevényvonat esete            | Albert Pereira-Lazaro | Tony Cooke           | 2018. október 25.    | 2022. május 13.  |
| 5  | 57.  | The Case of Revs Not Listening            | A szófogadatlan Sebes esete       | Albert Pereira-Lazaro |                      | 2018. október 26.    | 2022. május 16.  |
| 6  | 58.  | The Case of the Lost Space Rocket         | Az elveszett űrrakéta esete       | Albert Pereira-Lazaro |                      | 2018. október 29.    | 2022. május 17.  |
| 7  | 59.  | The Case of the Fallen Star               | A lehullott csillag esete         | Albert Pereira-Lazaro |                      | 2018. október 30.    | 2022. május 18.  |
| 8  | 60.  | The Case of Smartysaurus’s Jet Pack       | A kezelhetetlen röp-öv esete      | Albert Pereira-Lazaro |                      | 2018. október 31.    | 2022. május 19.  |
| 9  | 61.  | The Case of the Topsy Turvy Trees         | A felforgatott fák esete          | Albert Pereira-Lazaro |                      | 2018. november 1.    | 2022. május 20.  |
| 10 | 62.  | The Case of the Missing Banner            | Az elveszett zászló esete         | Albert Pereira-Lazaro |                      | 2018. november 2.    | 2022. május 23.  |
| 11 | 63.  | The Case of the Annoying Butterflies      | A bosszantó pillangók esete       | Albert Pereira-Lazaro |                      | 2019. április 23.    | 2022. május 24.  |
| 12 | 64.  | The Case of the Torn-Out Pages            | A kitépett oldalak esete          | Albert Pereira-Lazaro |                      | 2019. április 23.    | 2022. május 25.  |
| 13 | 65.  | The Case of the Untidy Pirates            | A rendetlen kalózok esete         | Albert Pereira-Lazaro |                      | 2019. április 25.    | 2022. május 26.  |
| 14 | 66.  | The Case of the Stuck Toys                | A ragacsos peron esete            | Albert Pereira-Lazaro |                      | 2019. április 25.    | 2022. május 27.  |
| 15 | 67.  | The Case of Deltoid's Missing Strength    | Deltás elvesztett erejének esete  | Albert Pereira-Lazaro | 2019. április 27.    | 2022. május 30.      |                  |
| 16 | 68.  | The Case of the Golden Thing              | Az arany bigyó esete              | Albert Pereira-Lazaro | 2019. április 27.    |                      | 2022. május 31.  |
| 17 | 69.  | The Case of the Toyland Circus            | A játékcirkusz esete              | Albert Pereira-Lazaro |                      | 2019. május 1.       | 2022. június 1.  |
| 18 | 70.  | The Case of the Ruined Race               | A füstbe ment verseny esete       | Albert Pereira-Lazaro |                      | 2019. május 1.       | 2022. június 2.  |
| 19 | 71.  | The Case of the Unfinished Building       | A félkész épület esete            | Albert Pereira-Lazaro |                      | 2019. május 3.       | 2022. június 3.  |
| 20 | 72.  | The Case of the Missing Investigation Kit | Az eltűnt detektív készlet esete  | Albert Pereira-Lazaro |                      | 2019. május 3.       | 2022. június 6.  |
| 21 | 73.  | The Case of Revs and Tractor              | Sebes és Traktor esete            | Albert Pereira-Lazaro |                      | 2019. május 7.       | 2022. június 7.  |
| 22 | 74.  | The Case of the Upset Captain             | A szégyenlős kapitány esete       | Albert Pereira-Lazaro |                      | 2019. május 7.       | 2022. június 8.  |
| 23 | 75.  | The Case of the Lost Pirates              | Az elveszett kalózok esete        | Albert Pereira-Lazaro |                      | 2019. május 9.       | 2022. június 9.  |
| 24 | 76.  | The Case of the Clockwork Mystery         | A Rugós egér mizéria esete        | Albert Pereira-Lazaro | Tony Cooke           | 2019. május 9.       | 2022. június 10. |
| 25 | 77.  | The Case of the Knocked Down Fences       | A ledöntött akadályok esete       | Albert Pereira-Lazaro |                      | 2019. május 10.      | 2022. június 13. |
| 26 | 78.  | The Case of Damaged Magic Box             | A tönkretett varázsdoboz esete    | Albert Pereira-Lazaro |                      | 2019. május 10.      | 2022. június 14. |
| 27 | 79.  | The Case of the Bird That Can't Fly       | A röpképtelen madár esete         | Albert Pereira-Lazaro |                      | 2019. szeptember 11. | 2022. június 15. |
| 28 | 80.  | The Case of the Missing Smartysaurus      | Az eltűnt Géniuszaurusz esete     | Albert Pereira-Lazaro |                      | 2019. szeptember 11. | 2022. június 16. |
| 29 | 81.  | The Case of the Silent Parrot             | A hallgatag papagáj esete         | Albert Pereira-Lazaro |                      | 2019. szeptember 13. | 2022. június 17. |
| 30 | 82.  | The Case of the Vanished Ninjas           | Az eltűnt nindzsák esete          | Albert Pereira-Lazaro |                      | 2019. szeptember 13. | 2022. június 20. |
| 31 | 83.  | The Case of the Missing Suitcase          | Az eltűnt bőrönd esete            | Albert Pereira-Lazaro |                      | 2019. szeptember 17. | 2022. június 21. |
| 32 | 84.  | The Case of the Two Parties               | A dupla buli esete                | Albert Pereira-Lazaro |                      | 2019. szeptember 17. | 2022. június 22. |
| 33 | 85.  | The Case of the Knight's Patrol           | Az őrjárat esete                  | Albert Pereira-Lazaro | 2019. szeptember 20. | 2022. június 23.     |                  |
| 33 | 86.  | The Case of the Deltoid's Challenge       | A Deltás-kihívás esete            | Albert Pereira-Lazaro | 2019. szeptember 20. | 2022. június 24.     |                  |
| 34 | 87.  | The Case of the Pockets' Present          | Az eltűnt ajándék esete           | Albert Pereira-Lazaro |                      | 2019. szeptember 24. | 2022. június 27. |
| 35 | 88.  | The Case of the Messed-Up Painting        | Az összekent festmény esete       | Albert Pereira-Lazaro |                      | 2019. szeptember 24. | 2022. június 28. |
| 36 | 89.  | The Case of the Delayed Repairs           | A volt-nincs-vonat esete          | Albert Pereira-Lazaro |                      | 2019. szeptember 26. | 2022. június 29. |
| 37 | 90.  | The Case of Fuse's New Game               | A réparádé esete                  | Albert Pereira-Lazaro |                      | 2019. szeptember 26. | 2022. június 30. |
| 38 | 91.  | The Case of the Runaway Treasure Chest    | A meglógott kincs esete           | Albert Pereira-Lazaro |                      | 2019. szeptember 27. | 2022. július 1.  |
| 39 | 92.  | The Case of the Broken Pulley             | A szakadt madzag esete            | Albert Pereira-Lazaro |                      | 2019. szeptember 27. | 2022. július 4.  |
| 40 | 93.  | The Case of the Missing Players           | Az eltűnt focisták esete          | Albert Pereira-Lazaro |                      | 2019. december 19.   | 2022. július 5.  |
| 41 | 94.  | The Case of the Empty Store               | A kifosztott bolt esete           | Albert Pereira-Lazaro |                      | 2019. december 19.   | 2022. július 6.  |
| 42 | 95.  | The Case of the Changed Basketball Hoop   | A dedós kosárpalánk esete         | Albert Pereira-Lazaro |                      | 2020. február 23.    | 2022. július 7.  |
| 43 | 96.  | The Case of the Big Pile of Cabbages      | A nagy kupac káposzta esete       | Albert Pereira-Lazaro | 2022. július 8.      | 2020. február 23.    |                  |
| 44 | 97.  | The Case of the Frozen Toys               | A megfagyott játékoknak az esete  | Albert Pereira-Lazaro |                      | 2020. március 1.     | 2022. július 11. |
| 45 | 98.  | The Case of the Farmer Tom's Ruined Crops | A letarolt kert esete             | Albert Pereira-Lazaro |                      | 2020. március 1.     | 2022. július 12. |
| 46 | 99.  | The Case of the Perfect Gift              | A királynő nagy ajándékának esete | Albert Pereira-Lazaro |                      | 2020. március 8.     | 2022. július 13. |
| 47 | 100. | The Case of the Missing Pirates' Treasure | Az eltűnt kalózkincs esete        | Albert Pereira-Lazaro |                      | 2020. március 8.     | 2022. július 14. |
| 48 | 101. | The Case of the Diablo                    | A diaboló esete                   | Albert Pereira-Lazaro |                      | 2020. március 13.    | 2022. július 15. |
| 49 | 102. | The Case of the Lost Cows                 | Az elveszett tehenek esete        | Albert Pereira-Lazaro |                      | 2020. március 22.    | 2022. július 18. |
| 50 | 103. |                                           |                                   | Albert Pereira-Lazaro |                      |                      | 2022. július 19. |
| 51 | 104. |                                           |                                   | Albert Pereira-Lazaro |                      |                      | 2022. július 20. |